# Aspidontus
Aspidontus is een geslacht van straalvinnige vissen uit de familie van naakte slijmvissen (Blenniidae). Het geslacht is voor het eerst wetenschappelijk beschreven in 1835 door Cuvier.

## Soorten
- Aspidontus dussumieri (Valenciennes, 1836)
- Aspidontus taeniatus Quoy & Gaimard, 1834 – Valse poetsvis
- Aspidontus tractus Fowler, 1903